# Ramón Tapia
Ramón Tapia Zapata (* 17. März 1932 in Antofagasta; † 11. April 1984) war ein Boxer aus Chile und Silbermedaillengewinner im Mittelgewicht der Olympischen Spiele von 1956.

## Werdegang
Neben Carlos Lucas und Claudio Barrientos nahm er als einer von drei Boxern aus Chile an den 16. Olympischen Sommerspielen 1956 im australischen Melbourne teil. Während Lucas und Barrientos jeweils mit einer Bronzemedaille im Bantam- bzw. Halbschwergewicht aus den Spielen ausschieden, gewann Tapia die Silbermedaille im Mittelgewicht. Er besiegte Zbigniew Piórkowski aus Polen, Július Torma aus der Tschechoslowakei und Gilbert Chapron aus Frankreich, ehe er im Finale Gennadi Schatkow aus der Sowjetunion unterlag.
1959 wurde er Profi, blieb jedoch erfolglos. Beim Kampf um die chilenische Meisterschaft verlor er durch K. o. gegen Humberto Loayza. Im Juni 1963 beendete er seine kurze Profilaufbahn mit einer Bilanz von zwei Siegen und fünf Niederlagen.  